# Bullimus bagobus
Bullimus bagobus — один із чотирьох видів гризунів роду Bullimus та різноманітної родини Muridae. Він мешкає на Філіппінах. Зустрічається на Мінданао на висотах від 200 до 1800 метрів. Вид зустрічається в низинних і гірських лісах, іноді в мохових лісах; за межами лісу відомостей про вид немає.

## Морфологічні особливості
З довжиною голови та тулуба від 228 до 272 мм, довжиною хвоста від 175 до 196 мм і вагою від 340 до 600 г цей вид є досить великою пацюкодібною твариною. Має задні лапи завдовжки від 52 до 61 мм і вуха завдовжки від 26 до 32 мм. Коричневе хутро на верхній частині тіла має світло-коричневе волосся біля основи та від рожево-коричневого до оливково-коричневого на кінчиках. З боків колір стає середньо-коричневим і переходить у нижню частину від жовтуватого до білого. Голий хвіст має світліший нижній бік і, у дуже небагатьох екземплярів, білий кінчик.

## Спосіб життя
Наскільки відомо, вид живе на землі та веде нічний спосіб життя. Харчується різними частинами рослин і членистоногими.